# Jimmy Izquierdo
Jimmy Alfonso Izquierdo Izquierdo (Ventanas, 28 maggio 1962 – Guayaquil, 23 aprile 1994) è stato un calciatore ecuadoriano, di ruolo difensore.

## Biografia
Morì per le conseguenze di un incidente automobilistico, dopo più di un anno trascorso in gravi condizioni.

## Caratteristiche tecniche
Giocava come difensore centrale o laterale destro; era dotato di un tiro potente, che gli permise di segnare diverse reti.

## Carriera

### Club
Ex giocatore della selezione del Guayas, Izquierdo fu messo sotto contratto dal Barcelona di Guayaquil nel 1981. Con la squadra giallo-nera divenne presto titolare, e riuscì a vincere il titolo nazionale per la prima volta nel 1985. Nel 1987 replicò il successo; nel 1990 partecipò al secondo posto in Coppa Libertadores ottenuto dalla propria squadra, segnando al Progreso, club uruguaiano, durante gli ottavi di finale. Nel 1991 vinse il suo terzo titolo personale, e partecipò di nuovo alla Libertadores; è uno dei massimi realizzatori del Barcelona in tale competizione, con 7 reti. Nel marzo 1993 lasciò il Barcelona per il Delfín, formazione con sede a Manta: lì giocò la sua ultima stagione, interrotta dal summenzionato incidente.

### Nazionale
Debuttò in Nazionale maggiore il 27 settembre 1988; nello stesso incontro segnò la sua prima e unica rete con l'Ecuador. Fu convocato per la prima volta per una competizione ufficiale in occasione della Copa América 1989. Esordì nella competizione il 2 luglio a Goiânia contro l'Uruguay, venendo schierato nell'undici iniziale. Disputò l'intero torneo da titolare; sbagliò anche un rigore contro l'Argentina al 49º minuto. Giocò l'ultima gara in Nazionale il 3 settembre 1989.

## Palmarès

### Club

#### Competizioni nazionali
- Campionato ecuadoriano: 4

Barcelona: 1985, 1987, 1989, 1991